# Lars Jørgensen

|-
Lars Troels Jørgensen (Lov, Næstved, Danska, 3. veljače 1978. - ) je bivši danski rukometni reprezentativac i član rukometnog kluba Portland San Antonio. Danas je rukometni trener. 

## Igračka karijera

### Klupska karijera
Profesionalnu karijeru započeo je u danskom klubu Virum-Sorgenfri HK, odakle 2001. godine prelazi u španjolski klub BM Altea, gdje ostaje sljedeće tri godine. Za sadašnji klub, SDC San Antonio, igra od 2004. godine.

### Reprezentativna karijera
Za reprezentaciju Danske debitirao je 11. rujna 1999. godine. S danskom reprezentacijom aktualni je europski prvak (Norveška 2008.) i svjetski doprvak (Njemačka 2007.) Prije osvajanja naslova europskih prvaka, tri puta je osvajao brončano odličje na europskim prvenstvima (Švedska 2002., Slovenija 2004., Švicarska 2006.)

## Vanjske poveznice
- Larsov profil na mrežnoj stranici Portland San Antonija[neaktivna poveznica]
- EHF profil Jørgensena